# Wangjiaping (köpinghuvudort i Kina, Hunan Sheng, lat 29,04, long 110,82)
Wangjiaping (kinesiska: 王家坪, 王家坪镇) är en köpinghuvudort i Kina. Den ligger i provinsen Hunan, i den södra delen av landet, omkring 230 kilometer nordväst om provinshuvudstaden Changsha. Antalet invånare är 8 753. Befolkningen består av 4 366 kvinnor och 4 387 män. Barn under 15 år utgör 18,0 %, vuxna 15-64 år 61 %, och äldre över 65 år 19,0 %.
Runt Wangjiaping är det ganska tätbefolkat, med 100 invånare per kvadratkilometer. Närmaste större samhälle är Qijiaping, 18,1 km söder om Wangjiaping. I omgivningarna runt Wangjiaping växer i huvudsak blandskog.
Genomsnittlig årsnederbörd är 1 952 millimeter. Den regnigaste månaden är maj, med i genomsnitt 364 mm nederbörd, och den torraste är december, med 36 mm nederbörd.